# Moses Malone
Moses Eugene Malone (* 23. März 1955 in Petersburg, Virginia; † 13. September 2015 in Norfolk, Virginia) war ein US-amerikanischer Basketballspieler.
Zwischen 1974 und 1995 spielte er in der ABA und NBA für neun verschiedene Mannschaften, wurde aber hauptsächlich durch seine Zeit bei den Philadelphia 76ers bekannt. Malone war 2,08 Meter groß und spielte auf der Position des Centers.
Im Jahr 2001 wurde Malone in die Naismith Memorial Basketball Hall of Fame aufgenommen.

## Laufbahn
Moses Malone war bereits an der Highschool ein herausragender Athlet. Kurz bevor er seine College-Laufbahn an der University of Maryland beginnen wollte, bekam er ein Vertragsangebot von den Utah Stars aus der ABA. Damit wurde er 1974 der erste Spieler, der direkt aus der Highschool in ein Profiteam wechselte. Nachdem die ABA mit der NBA fusioniert hatte, kam Malone auf Umwegen zu den Houston Rockets. Dort gewann er 1979 seine erste von insgesamt drei MVP-Auszeichnungen. Zwei Jahre später führte er die Rockets überraschend ins NBA-Finale, wo sie allerdings Larry Bird und seinen Boston Celtics unterlagen.
Nach einer weiteren MVP-Auszeichnung 1982 wechselte Malone zu den Philadelphia 76ers. Diese hatten nun eine außergewöhnlich starke Mannschaft zusammen, zu der neben Malone auch Julius Erving, Andrew Toney und Maurice Cheeks gehörten. Nach einer Bilanz von 65:17 in der regulären Spielzeit prophezeite Malone einen Sweep (4:0) aller Playoff-Serien mit seinen berühmten Worten „Fo’, Fo’, Fo’“. In den Eastern Conference Finals gegen die Milwaukee Bucks verlor man allerdings ein Spiel, womit daraus ein „Fo’, Fiv’, Fo’“ wurde. Malone wurde 1983 zum ersten und einzigen Mal Champion. Außerdem wurde er in dieser Saison sowohl zum MVP der regulären Spielzeit als auch zum MVP der Finals gewählt.
Nach der Meisterschaft begann Malones Leistung über die Jahre nachzulassen. 1986 wechselte er zu den Washington Bullets, von dort nach zwei Jahren zu den Atlanta Hawks. Er spielte noch bei drei anderen Teams (Milwaukee Bucks, Philadelphia 76ers und San Antonio Spurs), bis er 1995 nach 21 Jahren als Profi seine Karriere beendete. Mit insgesamt 27.409 erzielten Punkten und 16.212 Rebounds gehört Malone zu den statistisch erfolgreichsten Spielern der NBA-Geschichte. Malone wurde vier Mal in das All-NBA First Team (1979, 1982, 1983, 1985) und ein Mal in das All-Defensive First Team (1983) gewählt. Außerdem wurde er zwischen 1978 und 1989 zwölf Mal in Folge in das NBA All-Star Team berufen.
Malone wollte Mitte September 2015 an einem Golfturnier für wohltätige Zwecke teilnehmen, starb jedoch am 13. September 2015 im Alter von 60 Jahren in einem Hotelzimmer in Norfolk, Virginia eines natürlichen Todes, wie die Obduktion am 14. September ergab. Malone litt an Bluthochdruck und einer arteriosklerotischen Herz-Kreislauf-Erkrankung (Arterienverkalkung).